# Troickoje (Habarovszki határterület)
Troickoje (oroszul: Троицкое) falu Oroszország ázsiai részén, a Habarovszki határterületen, a Nanaj járás székhelye.
Népessége: 5143 fő (a 2010. évi népszámláláskor).

## Elhelyezkedése
Az Amur jobb partján, Habarovszktól országúton 197 km-re északkeletre, Komszomolszk-na-Amuretól 204 km-re délre helyezkedik el. Rövid bekötőúttal kapcsolódik az Amur völgyében vezető A376-os Habarovszk–Komszomolszk-na-Amure országúthoz (jelzése 2019. január 1. előtt: R454). Folyami kikötő.  
A falutól 10 km-re keletre húzódik az Anyuj (az Amur mellékfolyója) medencéjében 2007-ben létesített természetvédelmi terület nyugati határa (Anyuji Természetvédelmi Terület). A terület központja Troickojeban van.

## Története
A járás az Amur-vidék egyik őslakos népéről, a nanajokról kapta nevét. Troickojet a Vjatkai kormányzóságból 1859-ben áttelepült orosz bevándorlók alapították a nanajok Dolin nevű települése mellett és arról a helységről nevezték el, ahonnan az első családok érkeztek. A falu létrejötte része volt a cári kormány törekvésének, hogy a kínai-orosz ajguni szerződés megkötése (1858) után az Amur vidékére orosz parasztokat telepítsen be. A település fejlődésében fontos szerepet játszott, hogy egyik állomása volt a Habarovszk és a folyó torkolatánál alapított Nyikolajevszk-na-Amure közötti postaútnak.